# Star Academy (Francja)
Star Academy – francuskie reality show wyprodukowane przez holenderską firmę Endemol (w Polsce odpowiedzialną m.in. za program Big Brother). Program jest nadawany przez stację TF1 i ma na celu wyłonienie talentów muzycznych spośród uczestników. Po zakończeniu każdej edycji zwycięzca wraz z innymi odbywa trasę koncertową obejmującą m.in. Francję, Maroko, Szwajcarię, Belgię, Tunezję oraz inne kraje francuskojęzyczne.

## Zwycięzcy poszczególnych edycji
- 1 edycja: Jenifer Bartoli
- 2 edycja: Nolwenn Leroy
- 3 edycja: Elodie Frégé
- 4 edycja: Grégory Lemarchal
- 5 edycja: Magalie Vaé
- 6 edycja: Cyril Cinelu
- 7 edycja: Quentin Mosimann
- 8 edycja: Mickels Réa